# Rasmus Paludan
Rasmus Paludan (Noord-Seeland, 2 januari 1982) is een Deens-Zweeds politicus en advocaat. Hij is oprichter en leider van de rechtse politieke partij Stram Kurs ('Strakke Koers'), ook wel Hard Line genoemd.
Paludan staat bekend om zijn zeer controversiële opvattingen. Zo vindt hij dat de islam verboden moet worden en dat niet-westerse burgers Denemarken moeten worden uitgezet. In de Deense media werd hij beschreven als "extremist" en "haatprediker". Naast het doen van bepaalde uitspraken, houdt Paludan islamofobe demonstraties, die vaak plaatsvinden in stedelijke gebieden met veel moslimmigranten.

## Achtergrond
Paludan werd geboren in Noord-Seeland, Denemarken, en groeide op in Hornbæk. Na het gymnasium ging hij in militaire dienst. In 2001 ging Paludan rechten studeren. Tijdens zijn studie liep hij hersenletsel op toen hij op de fiets door een auto werd aangereden. Ondanks de hierdoor ontstane vertraging studeerde hij af als een van de besten van zijn jaar. Vier jaar later liep hij stage bij het Internationaal Strafhof in Den Haag. In 2014 werd Paludan beëdigd als advocaat. Van 2015 tot 2018 was hij 'ekstern lektor' (buitengewoon hoofddocent) aan de Faculteit der Rechtsgeleerdheid van de Universiteit van Kopenhagen, waar zijn houding klachten opriep bij medewerkers en studenten.
Zijn vader, de Zweedse journalist Tomas Polvall, zijn broer, de schrijver Martin Paludan en zijn zus, de dichteres Tine Paludan hebben zich publiekelijk gedistantieerd van de politieke boodschappen van hun zoon en broer. Zijn ouders trouwden pas officieel in 1989, waardoor het gezin het recht op het Zweedse staatsburgerschap verwierf. Rasmus Paludan verkreeg de Zweedse nationaliteit (en behield de Deense) in oktober 2020. Daarna heeft hij zijn politieke activiteiten naar Zweden uitgebreid.

## Politieke carrière
Paludan was lid van Radikal Ungdom ('Radicale Jeugd') en zat in 2003 in het hoofdbestuur van de organisatie. In november 2016 werd hij lid van het Lars Vilks Komiteen, een comité vernoemd naar de kunstenaar Lars Vilks (1946-2021) die bekend werd door controversiële tekeningen van Mohammed. Het comité ging al snel door interne meningsverschillen ten onder. Twee maanden later werd bekend dat Paludan lid en advocaat was van de islamofobe vereniging For Frihed ('Voor Vrijheid').
In juli 2017 richtte Paludan de partij Stram Kurs op. De speerpunten van de partij zijn onder meer een verbod op de islam en de deportatie van maximaal een half miljoen niet-westerse burgers. Dat jaar stelde hij zich kandidaat bij de lokale verkiezingen in Kopenhagen, maar behaalde niet genoeg stemmen. Door de onrust die tijdens een van zijn demonstraties werd veroorzaakt en de massale aandacht die de pers hem gaf, verzamelde de partij het benodigde aantal handtekeningen om in aanmerking te komen voor de verkiezingen in 2019. De verkiezingscampagne van Stram Kurs kreeg veel aandacht. Desondanks behaalde de partij slechts 63.114 stemmen, goed voor 1,79% van de uitgebrachte stemmen en dus iets onder de drempel van 2%.

## Demonstraties
In 2018 werd Paludan een internetfenomeen door een reeks controversiële demonstraties te houden en video's ervan te uploaden op YouTube. Deze demonstraties werden voornamelijk gehouden in kwetsbare woonwijken van het land, waar hij uitspraken over de islam deed die veel stof deden opwaaien. Ook bespuugde hij de Koran, gooide ermee en stak het boek in brand. Daarnaast noemde Paludan de Koran een "hoerenboek" en verwees naar de islam als "homo-islam". In april 2019 telde het YouTube-kanaal van Stram Kurs meer dan 300 video's, waarvan sommige meer dan honderdduizend keer werden bekeken. Uiteindelijk werd het kanaal in 2020 offline gehaald vanwege Paludans uitlatingen. Zijn uitspraken en methoden zijn door verschillende politici en mediafiguren bekritiseerd, terwijl anderen juist de vrijheid van meningsuiting hebben verdedigd.
Tijdens een van zijn demonstraties in de Kopenhaagse wijk Nørrebro in april 2019 werd geprobeerd Paludan aan te vallen, waarna rellen uitbraken en verschillende betogers werden gearresteerd. De toenmalige premier van Denemarken Lars Løkke Rasmussen distantieerde zich vervolgens van de provocaties van Paludan. Dit deed hij via Twitter, waar hij tevens opriep om te discussiëren in plaats van de demonstreren.
In april 2022 kwam Paludan wereldwijd in het nieuws nadat hij een tour - met koppeling koranverbrandingen - door Zweden had aangekondigd, waarvoor hij toestemming had gekregen. In steden als Linköping en Norrköping braken al snel rellen uit, nog voor de eerste demonstratie kon plaatsvinden. Ook richtte hij zich op de Stockholmse wijk Rinkeby, waar in 2010 en 2012 ook rellen plaatsvonden. In Örebro en Malmö werden politiebusjes en een bus in brand gestoken en raakten meerdere mensen ernstig gewond. Met een beroep op de vrijheid van meningsuiting  was de politie niet van plan Paludans bijeenkomsten en koranverbrandingen te verbieden.
Op zaterdag 21 januari 2023 stak Paludan een Koran in brand voor de Turkse ambassade in Stockholm, kort nadat Zweden een aanvraag had gedaan om te mogen toetreden tot de NAVO. Dat leidde tot een ongekend felle reactie van de Turkse president Erdoğan, die verklaarde dat "diegenen die dergelijke godslastering toestaan voor onze ambassade, niet langer hoeven te rekenen op onze hulp bij de NAVO-toetreding". Paludan had voor zijn protestactie tegen immigratie van moslims een vergunning en politiebescherming gekregen. De verhouding tussen Zweden en Turkije was toch al zeer moeizaam sinds Zweden de NAVO-aanvraag had aangekondigd en Paludan had met zijn eenmansactie olie op het vuur gegooid. De Zweedse premier Ulf Kristersson nam afstand van Paludan met de woorden: "Wat juridisch legaal is, is niet automatisch gepast. Het verbranden van boeken die voor velen heilig zijn is een diep respectloze daad". Zijn critici waren van mening dat hij de vrijheid van meningsuiting, waarvan Paludan gebruik maakte, had moeten verdedigen tegen de aanval van Erdoğan.

## Beveiliging
Paludan demonstreert onder politiebescherming en heeft verschillende keren een kogelwerend vest gedragen. In maart 2019 werd een persoon in voorlopige hechtenis genomen nadat hij Paludan met de dood had bedreigd. Een maand later maakte de politie bekend dat Paludan door zijn islamkritische provocaties in levensgevaar verkeerde. In oktober dat jaar kreeg hij een tijdelijk verbod van de politie van Kopenhagen om te demonstreren, omdat de terroristische dreiging tegen hem als "zeer ernstig" werd ingeschat. In september 2020 werd Paludan toegevoegd aan de dodenlijst van Al-Qaeda, waarna de beveiliging werd aangescherpt.

## Beschuldigingen
In augustus 2021 werd via een onderzoek door de Deense krant Ekstra Bladet onthuld dat Rasmus Paludan via zijn Discord-server had gesproken over hardcore fetish seks met minderjarige jongens in de leeftijd van 13 tot 17 jaar. Paludan ontkende de beweringen niet, maar ontkende enige misstanden, waarbij hij verklaarde dat hij niet wist hoe oud de jongens met wie hij sprak waren en dat de jongens of de moderators in de chat hem zouden hebben tegengehouden als hij een grens had overschreden. Eerder al, in 2013, werd hij wegens stalking van een medestudent veroordeeld tot een contactverbod voor de duur van vijf jaar.
- Gemeinsame Normdatei: 1255666056
- Virtual International Authority File: 14155767405127762979